# 99th Pennsylvania Infantry
Le 99th Pennsylvania Volunteer Infantry est un régiment d'infanterie qui a servi dans l'armée de l'Union pendant la guerre de Sécession.

## Service
Le 99th Pennsylvania Infantry est organisé à Philadelphie, en Pennsylvanie, le 26 juillet 1861, jusqu'au 18 janvier 1862, en tant que 32nd Pennsylvania Infantry (à ne pas confondre avec le 3rd Pennsylvania Reserves/32nd Pennsylvania Infantry). Trois compagnies partent à Washington, DC, le 8 août 1861, et le régiment entre finalement en service pour trois ans, sous le commandement du colonel Thomas Sweeney. La désignation du régiment est officiellement changée en février 1862.
Le régiment est affecté à la défense de Washington, DC, jusqu'en octobre 1861. Il est dans la brigade de Jameson de la division de Heintzelman de l'armée du Potomac, jusqu'en février 1862. Il est dans le district militaire de Washington jusqu'en juin 1862. Il appartient à la troisième brigade de la troisième division du IIIe corps de l'armée du Potomac jusqu'en août 1862. il est ensuite dans le troisième brigade de la première division du IIIe corps jusqu'en décembre 1862. Il appartient à la deuxième brigade de la première division du IIIe corps jusqu'en août 1863 puis à la troisième brigade de la première division du IIIe corps jusqu'en octobre 1863. Il est affecté à la deuxième brigade de la première division du IIIe corps jusqu'en mars 1864 et enfin à la première brigade de la troisième division du IIe corps jusqu'en juillet 1865.
Le 99th Pennsylvania Infantry quitte le service actif le 1er juillet 1865.

## Service détaillé

### 1861-1862
Le 99th Pennsylvania Infantry est en service sur les défenses de Washington, jusqu'au 29 juin 1862. Il part ensuite à Harrison's Landing du 29 juin au 4 juillet, et y reste en service jusqu'au 16 août. Il va à la forteresse Monroe, puis à Centreville du 16 au 26 août. Il participe à la campagne de Virginie Septentrionale de Pope du 26 août au 2 septembre et prend part à la bataille de Groveton le 29 août.
Il participe à la seconde bataille de Bull Run, le 30 août et à la bataille de Chantilly le 1er septembre. Au cours de la bataille de Chantilly, le général Birney qui assume le commandement de la division à la suite de la mort du général Kirney fait monter en ligne les 38th New York Infantry, 2nd Michigan Infantry et le 40th New York Infantry, soutenus par les  99th Pennsylvania Infantry, 3rd Michigan Infantry et 37th New York Infantry, afin de relever la première brigade qui est à court de munitions à la suite des combats(p199).
Il revient en service dans les Défenses de Washington, DC, et en piquet d'avant-poste jusqu'en octobre. Il est à White Ford, dans le Maryland l 12 octobre. Il remonte le Potomac jusqu'à Leesburg, puis à Falmouth, en Virginie du 11 octobre au 19 novembre. Il participe à la bataille de Fredericksburg du 12 au 15 décembre et à la deuxième campagne de Burnside , la « Mud March » du 20 au 24 janvier 1863.

### 1863
Le 99th Pennsylvania Infantry est à Falmouth jusqu'en avril. Il participe à la campagne de Chancellorsville du 27 avril au 6 mai 1863, prenant part à la bataille de Chancellorsville  du 1er au 5 mai  au sein de la deuxième brigade de la première division du IIIe corps de l'armée du Potomac(p454),. Il participe à la campagne de Gettysburg du 11 juin au 24 juillet et prend part à la bataille de Gettysburg du 1er au 3 juillet.

« C'est la Pennsylvanie, et notre foyer. - cri de bataille du 99tth Pennsylvania, entendu par le caporal Peter Ears, compagnie E, pendant la charge à la baïonnette sur Devil's Den, à Gettysburg le 2 juillet 1863, »

Il participe à la poursuite de Lee du 5 au 24 juillet. Il prend part à la bataille de Wapping Heigths, en Virginie le 23 juillet. Il est en service sur la ligne de la Rappahannock jusqu'en octobre. Il participe à la campagne de Bristoe du 9 au 22 octobre. Il prend part à la première bataille d'Auburn, le 13 octobre. Puis , il avance jusqu'à la ligne de la Rappahannock du 7 au 8 novembre. Il est à Kelly's Ford le 7 novembre. Il participe à la campagne de Mine Run du 26 novembre au 2 décembre. Il est à Payne's Farm le 27 novembre.

### 1864
Le 99th Pennsylvania Infantry participe à la démonstration sur la Rapidan les 6 et 7 février, 1864. Il est en service à proximité de Brandy Station jusqu'en mai. Il participe à la campagne de la Rapidan du 4 mai au 12 juin. Il participe à la bataille de la Wilderness du 5 au 7 mai. Il prend part à la bataille de Laurel Hill le 8 mai et à la bataille de Spotsylvania du 8 au 12 mai. Il est sur la rivière Po le 10 mai. Il participe à la bataille de Spotsylvania Court House du 12 au 21 mai. Il participe à l'assaut sur le Saillant le 12 mai. Il est à Harris Farm, sur la route de Fredericksburg le 19 mai. Il prend part à la bataille de North Anna du 23 au 26 mai. Il se trouve sur la ligne de la Pamunkey du 26 au 28 mai et participe à la bataille de Totopotomoy Creek du 28 au 31 mai. Il prend part à la bataille de Cold Harbor du 1 au 12 juin. Il est devant Petersburg du 16 au 18 juin et participe au siège de Petersburg, du 16 juin 1864, au 2 avril 1865. Il participe à la bataille de Jerusalem Plank Road du 21 au 23 juin 1864. Il participe à la démonstration sur la rive nord du James au Deep Bottom du 27 au 29 juillet. Il participe à la première bataille de Deep Bottom les 27 et 28 juillet. Il est en réserve lors de l'explosion de la Mine à Petersburg le 30 juillet. Il prend part à la démonstration sur la rive nord du fleuve James à Deep Bottom du 13 au 18 août. Il est à Strawberry Plains, à Deep Bottom du 14 au 18 août. Il participe à la bataille de Poplar Spring Church du 29 septembre au 2 octobre. Il participe à la bataille de Boydton Plank Road, à Hatcher, les 27 et 28 octobre. Il participe au raid contre le chemin de fer de Weldon du 7 au 12 décembre.

### 1865
Il est à Dabney's Mills, à Hatcher, du 5 au 7 février 1865. Il est à Watkins House à Petersburg, le 25 mars. Il prend part à la campagne d'Appomattox du 28 mars au 9 avril. Il est à Crow's House le 31 mars. Il participe à la chute de Petersburg le 2 avril. Il prend part à la bataille de Sayler's Creek le 6 avril. Il est à High Bridge, Farmville, le 7 avril. Il assiste à Appomattox Court House le 9 avril à la reddition de Lee et de son armée. Il est à Burkesville jusqu'au 2 mai. Il part vers Washington, D.C., du 2 au 12 mai et participe à la grande revue des armées du 23 mai.

## Victimes
Le régiment perd un total de 235 hommes pendant son service ; 9 officiers et 113 soldats tués ou blessés mortellement, 1 officier et 112 soldats morts de la maladie.

## Commandants
- Colonel Thomas Sweeney - démissionne le 24 janvier 1862
- Colonel Peter Fritz, Sr - démissionne le 10 juin 1862
- Colonel Asher S. Leidy
- Colonel Edwin Ruthwin Biles
- Commandant John W. Moore - commande lors de la bataille de Gettysburg, jusqu'à sa blessure au combat
- Capitaine Peter Fritz, Jr - commande à la bataille de Gettysburg après la blessure du commandant Moore et retourne au commandement le 3 juillet

## Membres notables
- Premier lieutenant Sylvester Bonnaffon, Jr, compagnie G - récipiendaire de la médaille d'honneur pour son action lors de la bataille de Boydton Plank Road
- Sergent Charles H. Fasnacht, compagnie A - récipiendaire de la médaille d'honneur pour son action lors de la bataille de Spotsylvania Court House
- Sergent Harvey M. Munsell, compagnie A - récipiendaire de la médaille d'honneur pour son action lors de la bataille de Gettysburg, le 2 et 3 juillet ; sergent des couleurs qui a porté les couleurs du régiment au cours de 13 batailles.